# حشره‌خوار چینی
 حشره‌خوار چینی (نام علمی: Sorex sinalis) نام یک گونه از سرده حشره‌خوارهای دم‌دراز است.